# カパルビオ
カパルビオ（伊: Capalbio）は、イタリア共和国トスカーナ州グロッセート県にある、人口約3,800人の基礎自治体（コムーネ）。

## 地理

### 位置・広がり

#### 隣接コムーネ
隣接するコムーネは以下の通り。括弧内のVTはヴィテルボ県所属を示す。
- マンチャーノ
- モンタルト・ディ・カストロ (VT)
- オルベテッロ

### 気候分類・地震分類
カパルビオにおけるイタリアの気候分類 (it) および度日は、zona D, 1823 GGである。
また、イタリアの地震リスク階級 (it) では、zona 4 (sismicità molto bassa) に分類される。

## 行政

### 分離集落
カパルビオには以下の分離集落（フラツィオーネ）がある。
- Borgo Carige, Capalbio Scalo, Pescia Fiorentina, La Torba

## 文化・観光
「スローシティ」加盟都市である。

## 自然・環境
Lago di Burano は、ラムサール条約の定める「国際的に重要な湿地」に登録されている。イタリアのラムサール条約登録地一覧も参照。

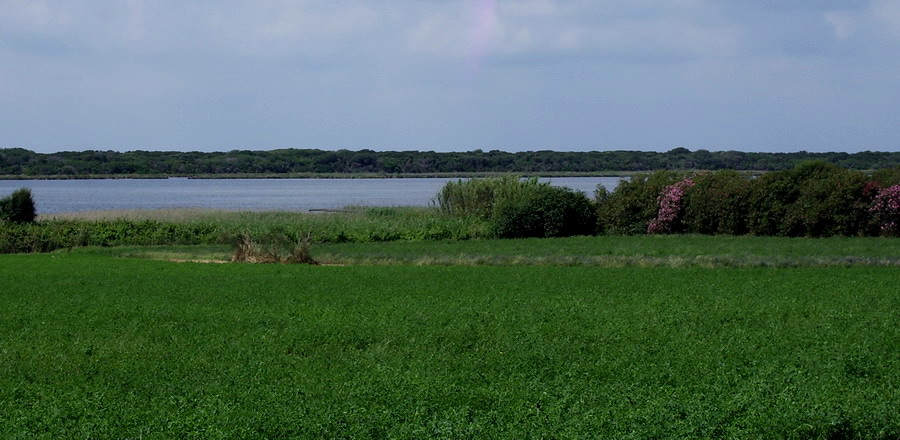

## 姉妹都市
- オルトゥッキオ、ラクイラ県
- トラサッコ、ラクイラ県